# Drake Levin
Drake Maxwell Levinshefski connu sous le nom de Drake Levin, né le 17 août 1946 à Chicago et mort le 4 juillet 2009 à San Francisco, est un musicien américain, principalement célèbre comme guitariste du groupe Paul Revere & the Raiders. 

## Biographie
Il rejoint Paul Revere & the Raiders à l'age de 16 ans ce qui le fait surnommer The Kid. Il se fait alors remarqué pour ses danses et les positions de sa guitare lors des morceaux. 
Il participe aux grands succès du groupe mais au printemps 1967 le quitte avec Phil Volk (en) et le batteur Mike Smith pour former Brotherhood et signer chez RCA malgré leurs obligations envers Columbia Records. La formation sortira trois albums, deux sous Brotherhood (1968-1969) et un, Joyride, sous le nom de Friendsound.
Drake Levin a été aussi guitariste de nombreux autres artistes tels Ananda Shankar, Emitt Rhodes ou Lee Michaels (en).
Il meurt d'un cancer le 4 juillet 2009 à son domicile de San Francisco. 